# Escola Municipal Joaquim Ruyra
La Escola Municipal Joaquim Ruyra es un complejo arquitectónico del municipio catalán de Blanes, España, incluida en el Inventario del Patrimonio Arquitectónico de Cataluña.

## Descripción
Se trata de un conjunto de edificios modificados y ampliados sucesivamente sobre el proyecto de Folguera. A pesar de las reformas, la planta baja todavía conserva la estructura original. Esta era formada por dos cuerpos o pabellones, uno de una planta y otro de dos, construidos uno después del otro. El edificio se caracterizaba por las amplias ventanas y por los esgrafiados decorativos de marcos y esquinas. El edificio actual ha aumentado las plantas y se ha ampliado recientemente.

## Historia
La construcción de las primeras escuelas públicas de Blanes se llevó a cabo desde 1916 hasta 1928. Después de varios conflictos entre sectores políticos locales, en el 1924 empezaban las obras del primer edificio, ampliado para más alumnos en el 1928. Un primer proyecto de Lluís Planas fue cambiado por el de Francesc Folguera.